# Nico Thomaschewski
Nico Thomaschewski (* 10. Februar 1971 in Berlin) ist ein ehemaliger deutscher Fußball-Torwart.

## Karriere
Thomaschewski wechselte 1990 zu Tennis Borussia Berlin, wo er es bis 1998 jedoch nicht über die Rolle des Ersatz- oder Reservetorhüters hinaus brachte (in der Saison 1990/91 absolvierte er 8 Spiele, 1994/95 9 Spiele).
Nach weiteren Stationen bei SD Croatia Berlin (14 Spiele) sowie beim 1. FC Union Berlin (1 Einsatz) und dem BFC Dynamo wechselte Thomaschewski im November 2001 zum damaligen Zweitligisten SV Babelsberg 03. Bei diesem kam er in der Saison 2001/02, in der Babelsberg den letzten Platz belegte und abstieg, als Ersatztorwart hinter Alexander Kunze ein Mal zum Einsatz. 2002 kehrte er wieder zum BFC Dynamo zurück und spielte dort bis Sommer 2011. Insgesamt bestritt er 205 Pflichtspiele für den BFC Dynamo.
In der Saison 2011/2012 spielte Thomaschewski bei Lok Stendal in der Verbandsliga Sachsen-Anhalt und war dort außerdem als Torwarttrainer tätig. Seit dem Sommer 2012 ist Thomaschewski Spielertrainer bei der TSG Einheit Bernau. Unter Thomaschewski konnte die TSG mehrere Aufstiege feiern. Ab der Spielzeit 2016/17 spielen die Bernauer somit in der sechstklassigen Brandenburgliga.